# Peugeot 807
Peugeot 807 je velké MPV francouzské automobilky Peugeot. Vyráběl se od roku 2002, kdy nahradil Peugeot 806, do roku 2012.

## Popis
Jedná se o pěti až osmimístné MPV. Vůz má shodný základ s automobily Citroën C8, Fiat Ulysse a Lancia Phedra. Od roku 2003 je v nabídce automatická převodovka. O rok později přišla do prodeje šestistupňová manuální převodovka. V roce 2002 prošel testem Euro NCAP se čtyřmi hvězdami. O rok později získal všech pět. Zavazadlový prostor pojme 813 litrů.

## Motory

### Zážehové
- 2.0 16V/100 kW
- 2.2 16V/116 kW
- 3.0 V6/150 kW

### Vznětové
- 2.0 HDI/79 kW
- 2.0 HDI/80 kW
- 2.0 HDI/88 kW
- 2.0 HDI/100 kW
- 2.2 HDI/94 kW
- 2.2 HDI/98 kW
- 2.2 HDI/125 kW